# Sammy Gravano
Salvatore „Sammy a bika“ Gravano (Bensonhurst (Brooklyn, New York), 1945. március 12. –) a New York-i olasz maffia egyik híres tagja volt. Az ő vallomása segítségével ítélték börtönbüntetésre John Gotti maffiavezért.

## Kezdetek
Két nővére volt, egy nővére és egy bátyja meghalt még az ő születése előtt. Anyja, Caterina Szicíliában született, és még csecsemőkorában került Amerikába. Apja, Giorlando szintén szicíliai, és illegális úton került Amerikába.
Caterina képzett varrónő volt, aki egy zsidó ruhagyárosnak dolgozott. Később ennek a ruhagyárosnak a segítségével saját vállalkozást hoztak létre, melynek üzleti részével Sammy apja foglalkozott. Ez a vállalkozás lehetővé tette a Gravano család számára, hogy kényelmes életet éljen.
Sammynek az iskolában tanulási nehézségei voltak, ezért többször megbukott. Mint később kiderült, diszlexiában szenvedett, de akkor ezt még nem ismerték fel. Mivel az iskolában kiközösítették, így inkább az utcai bandákban kereste a társaságot. Hamarosan a Rampers nevű domináns banda tagja lett.
1964-ben besorozták az Amerikai Egyesült Államok hadseregébe, de a vietnámi háborúba már nem küldték el. 1971-ben feleségül vette Debra Scibettát.

## Élet aMaffiában
1968-ban a Colombo család alkalmazásába került. Ekkoriban Joe Colombo volt ennek a családnak a feje. 1970-ben Sammy egy másik család, a Gambinók kötelékébe került. Ez nagyon ritka eset volt akkoriban, és arra utalt, hogy Sammy megbecsült személyiség. Sammy az első gyilkossági megbízást 1973-ban kapta. A kiszemelt célpont Joe Colucci volt. Ez volt Sammy első gyilkossága.
1974-ben Sammy úgy döntött, hogy felhagy a bűnözéssel, és megpróbál új életet kezdeni. Feleségével Long Islandra költözött, és építőipari munkásként kezdett el dolgozni. Alig 10 hónap után kapott egy telefonhívást barátjától, Alley Boy Cuomótól, aki közölte vele, hogy a rendőrség egy kettős gyilkosság ügyében nyomoz mindkettőjük után. Hogy finanszírozni tudja az ügyvédi költségeit, Sammy visszatért a Maffiához, és innen kezdve már nem volt visszaút.
1976-ban, Carlo Gambino halála után Paul Castellano lett a Gambino család vezére. A Maffia ekkor újra megnyitotta az 1957-ben lezárt tagsági könyvet. Sammy az elsők között volt, akinek a neve belekerült ebbe a könyvbe. Ez azt jelentette, hogy már nem csak alkalmazott, hanem a Cosa Nostra egyik tagja volt.
Még ezekben az években beszállt az építőiparba, és vállalkozást alapított. Ekkoriban szinte az összes New York-i építkezést a Maffia felügyelte a korrupt szakszervezeteken keresztül. 1985-ben adócsalás miatt beperelték, de végül felmentették.

## Gravano szerepe a Gotti-perben
1985 Amerika-szerte balszerencsés esztendő volt a Cosa Nostra számára. A nagyvárosok „családjainak” fejei ellen vádat emeltek, és hosszú börtönbüntetésekre ítélték őket. New Yorkban a manhattani államügyész, Rudolph W. Giuliani bejelentette, hogy a végső Cosa Nostra-pert a Bizottság (az amerikai maffia vezető testülete) egésze ellen kívánja megindítani, mivel az bűnszövetkezet. Természetesen Paul Castellanót is letartóztatták, és neki szabták ki a legmagasabb óvadékot, 4 millió dollárt. Paul ezt a pénzt könnyen előteremtette, így szabadon védekezhetett.
John Gotti ekkoriban került szembe Paul Castellanóval. Miután az FBI már egy ideje lehallgatta a bandatagokat, John Gotti megijedt, hogy Paul Castellano olyan dolgokat hallhat a szalagokról, amik miatt neki gondjai támadhatnak. Itt főleg a kábítószerügyletekről volt szó, amikkel John Gottinak nem lett volna szabad foglalkoznia. Gotti ekkor szervezte be Sammy Gravanot a Paul Castellano elleni merényletbe. Castellano meggyilkolása után John Gotti lett a Gambino család feje, és Sammy Gravano lett az alvezére.
1990. december 11-én letartóztatták Sammy Gravanót. Ekkor már John Gotti is előzetesben ült. A tárgyalások alatt hallotta Sammy először azokat a felvételeket, melyeken Gotti Sammy háta mögött ellene beszélt. A felvételek meghallgatása és Gotti beképzelt viselkedése után Sammy egyre inkább John Gotti ellen fordult. Végül úgy döntött, hogy tanúskodik a főnöke ellen, és így Sammy Gravano lett a koronatanú az 1991. február 12-én indult perben. Április 2-án az esküdtszék bűnösnek találta John Gottit valamennyi ellene felhozott vádpontban és életfogytiglani börtönbüntetésre ítélték a szabadlábra helyezés esélye nélkül.
Sammy Gravano vallomásának köszönhetően több Cosa Nostra-vezetőt is letartóztattak és elítéltek. A Sammy Gravano elleni per 1994. szeptember 26-án zárult. A bíróság Sammyt 5 évre ítélte, melyet 3 és fél év letöltendő büntetés után feltételes szabadlábra helyezés követett.

## Visszaesés
Gravano szabadon bocsátása után, egy tanúvédelmi program keretében Arizonában telepedett le. Hamarosan azonban felvette a kapcsolatot néhány régi cimborájával és a családjával, és megpróbált egy ecstasyhálózatot létrehozni Arizonában. Eközben annyira könnyelművé vált, hogy a Gambino család ráállított egy bérgyilkos csoportot. Még mielőtt végeztek volna vele, 2000-ben letartóztatták. A 2002-es tárgyaláson 20 év börtönbüntetésre ítélték. Vele együtt letartóztatták a feleségét, Debrát, a lányát, Karent és a fiát, Gerardot is. A felesége és a lánya felfüggesztett büntetést kapott, Gerardot 9 év börtönbüntetésre ítélték. Lánya a TLC televíziócsatornán futó reality műsor, a Maffiózófeleségek egyik szereplője, aki hatalmas hírnévre tett szert világszerte, amikor sok év bujkálás után visszatért egykori lakhelyükre, ahol először egy házibulin jelent meg, ahol a maffiózok „krémje” jelen volt. 
Azóta sem felejtették el, hogy apja vallomásai miatt sok maffiózó került börtönbe.